# واکنش اکسی‌جیوه‌دار کردن

کاهش اکسی‌مرکوریشن

واکنش اکسی‌جیوه‌دار کردن یا اکسی‌مرکوریشن یک واکنش افزایشی الکترون دوست در شیمی آلی است که در آن یک آلکن به الکل خنثی تبدیل می شود. در اکسی‌جیوه‌دار کردن، آلکن با جیوه استات (AcO–Hg–OAc) در محلول آبی واکنش می دهد؛ پیوند دوگانه آلکن شکسته شده و به جای آن یک گروه استوکسی‌جیوه (HgOAc) و یک گروه هیدروکسی (OH) در دو طرف پیوند دوگانه حاصل می‌شود. طی این فرایند کربوکاتیون تشکیل نمی‌شود، بنابراین بازآرایی نیز مشاهده نخواهد شد. این واکنش از قاعده مارکونیکوف پیروی می‌کند (گروه هیدروکسی همیشه به کربن با استخلاف بیشتر اضافه می شود) و نتیجه افزایش آن به شکل آنتی است (دو گروه متصل شونده نسبت به هم ترانس می شوند).
در صورتی که اکسی‌جیوه‌دار کردن در ادامه با کاهش همراه باشد اصطلاحاً واکنش اکسی‌جیوه‌دار کردن–کاهش یا واکنش اکسی‌جیوه‌دار کردن-جیوه‌زدایی نامیده می شود. محصول نهایی طی این واکنش ها یک اتر یا الکل خواهد بود.

## یادداشت
1. ↑  Oxymercuration
2. ↑  oxymercuration–reduction
3. ↑  oxymercuration–demercuration